# Towersey
Towersey – wieś w Anglii, w hrabstwie Oxfordshire, w dystrykcie South Oxfordshire. Leży 23 km na wschód od Oksfordu i 62 km na północny zachód od Londynu. W 2001 miejscowość liczyła 425 mieszkańców.